# Melissa Francis
Vini Melissa Ann Francis, również Missy Francis (ur. 12 grudnia 1972 w Los Angeles) – amerykańska dziennikarka i była aktorka dziecięca.

## Życiorys
Debiutowała w wieku 6 miesięcy, w reklamie szamponu Johnson & Johnson. Od piątego roku życia, w latach 1978–1990 zagrała w sumie w dwudziestu filmach i serialach, z czego najbardziej znane i znaczące są Domek na prerii, Mężczyzna, kobieta i dziecko oraz Something about Amelia. Kilkakrotnie nominowana, dwa razy została uhonorowana Nagrodą Młodych Artystów. Wystąpiła również w blisko stu reklamówkach.
Absolwentka dziennikarstwa na Uniwersytecie Harvarda. Pracowała jako anchorman dla telewizji CNBC. Od roku 2012 zajmuje się tym samym dla stacji Fox Business Network i prowadzi własny program Money With Melissa Francis. Pojawia się w licznych programach publicystycznych.
W 2012 r. wydała książkę Diary of a Stage Mother’s Daughter: A Memoir, a w kwietniu 2017 Lessons from the Prairie.

## Życie prywatne
Od 1997 roku zamężna z Wrayem Thornem. Mają dwóch synów (ur. 2007 i 2010) i córkę. Jej starsza siostra; Tiffany Ann Francis (1968-2002), również była dziecięcą aktorką reklamową i telewizyjną.

## Filmografia
- 2012: Dyktator – dziennikarka
- 2009: Góra Czarownic – dziennikarka raportująca wydarzenia w telewizji
- 1990: Hardball (serial, 1989-90) – (występ gościnny)
- 1989: Alf (serial, 1986-90) – panna Williams (występ gościnny)
- 1988: Bad Dreams – Cynthia w dzieciństwie
- 1988: A Year in the Life (serial, 1987-88) – Eunice (występ gościnny)
- 1986: Gwiazda poranna/Gwiazda wieczorna (serial)
- 1986: St. Elsewhere (serial, 1982-88) – Cynthia (występ gościnny)
- 1985: CBS Schoolbreak Special (serial, 1984-95) – Teena (występ gościnny)
- 1985: Hotel (serial, 1983-88) – Jodi Abbott (występ gościnny)
- 1984: Something About Amelia – Beth Bennett
- 1983: Kobieta, mężczyzna i dziecko – Paula Beckwith
- 1981–1982: Domek na prerii (serial, 1974-84) – Cassandra Cooper
- 1981: A Gun in the House – Diana Cates
- 1981: Midnight Lace – Cathy, w wieku 11 lat
- 1980: Galactica 1980 (serial) – dziewczynka (występy gościnne, 3 odcinki)
- 1980: Mork & Mindy (serial, 1978-82) – Mindy w dzieciństwie (występ gościnny)
- 1979: Joe’s World (serial, 1979-80) – Linda Wabash
- 1979: Łowcy rupieci – Jennifer Motley
- 1979: Son-Rise: A Miracle of Love – Thea
- 1979: Champions: A Love Story – Sally
- 1978: The Ghost of Flight 401 – dziecko